# NGC 4367
NGC 4367 is een dubbelster in het sterrenbeeld Maagd. Het hemelobject werd op 19 april 1865 ontdekt door de Duits-Deense astronoom Heinrich Louis d'Arrest.